# The Glow
The Glow é uma canção gravada originalmente pela sensação teen britânica Shannon Saunders para a franquia Disney Princesa. Sua composição e produção foi feita por Adam Watts e Andy Dodd. A canção foi lançada como um single digital no dia 20 de Setembro de 2011, através da gravadora Walt Disney Records. A canção serve como um hino para as Princesas da Disney, descrevendo o quão especial é ser uma princesa. 
Em 13 de setembro de 2011, o clipe da canção foi colocado no YouTube, com cenas dos filmes das Princesas, também sendo exibido pelo Disney Channel, o clipe e a capa da canção apresentava Rapunzel como a nova integrante da franquia Disney Princesa. Em 13 de dezembro de 2014 foi lançada uma nova versão do clipe na Ásia, que apresentava Merida, Anna e Elsa.

## História

### Antecedentes e composição
If You Can Dream foi a primeira canção-tema da franquia Disney Princesa, lançada em 21 de setembro de 2004 como parte do álbum "Disney Princess: The Ultimate Song Collection", cantada pelas oito Princesas originais.  Seis anos depois, com a entrada de Rapunzel para a franquia de produtos das Princesas Disney, a Walt Disney Records resolveu trabalhar com uma nova canção, que seria escrita e produzida por Adam Watts e Andy Dodd, que já haviam trabalhado com ex-artistas do Disney Channel como Miley Cyrus e Demi Lovato, usando todas as canções de filmes de Princesa da Disney como referência. Servindo como um hino oficial para a franquia Disney Princesa, a canção foi feita para inspirar jovens a acreditar em seus sonhos, superar desafios e cumprir todos os seus desejos. Em entrevista, Watts disse: "Foi um desafio divertido criar uma canção que reflete as qualidades únicas de uma princesa, e ficar entre um legado musical foi incrível." Em 13 de dezembro de 2014 foi lançada uma versão mais atualizada do clipe, com Merida aparecendo como princesa oficial, e Anna e Elsa aparecendo como convidadas especiais.

### Voz
Para a escolha da voz, a Disney procurou alguém que pudesse refletir o sentimento de cada princesa de sua aclamada franquia. Shannon Saunders foi descoberta a partir do You Tube, aonde postava vídeos cantando. Ela participou em 2010 da segunda edição do My Camp Rock, concurso de talentos do Disney Channel britânico, inspirado no filme Camp Rock, aonde ganhou em uma votação em todo o país. Ela então regravou a canção-tema de Enrolados, I See The Light, para a trilha-sonora do filme. Logo após isso, ela foi escolhida para desempenhar a música. 

## Outras versões
Uma versão brasileira da canção foi lançada com o nome de "Deixa Brilhar", cantada por Larissa Murai, ex-apresentadora do Disney Junior! Brasil. Ela também fez uma apresentação da canção em um evento da Disney. 
Uma versão em espanhol também foi lançada com o título de "Tu Resplandor", desempenhada pela atriz e cantora do Disney Channel, Martina Stoessel, que também fez uma performance da canção do evento Celebratón in Concert. 
Uma versão instrumental da canção também é utilizada em alguns sites oficiais da franquia.
Sarah Geronimo foi escolhida pela Disney para voltar a interpretar a música-tema de sua franquia de Princesas. O vídeo musical da versão de Geronimo estreou no dia 6 de dezembro de 2014 pelo Disney Channel.   Outros artistas asiáticos também foram escolhidos para desempenhar a canção em suas devidas línguas: Oranicha Krinchai da Tailândia; Daiyan Trisha da Malásia; e Chilla Kiana da Indonesia.  Essas três versões tiveram seus vídeos musicais apresentados no dia 21 de Dezembro de 2014 pelo Disney Channel Asia. 

## Vídeo musical
O vídeo da canção foi lançado em 13 de setembro de 2011 através do canal da Disney Music Group no serviço Vevo, dirigido por Brent Belvedere. No vídeo, cenas de filmes das Princesas Disney são apresentadas, de acordo com a letra da canção, centrando em Rapunzel.

## Interpretações ao vivo
Em um evento, para promover a entrada de Rapunzel a franquia de Princesas da Disney no Palácio de Kensington, em Londres, no dia 2 de Outubro de 2011, Saunders cantou a canção para o público.  Larissa Murai cantou a versão em português da música no Disneyllon, programa do Disney Channel Brasil para o fim de ano.  Martina Stoessel também cantou a versão em espanhol para o evento de fim de ano do Disney Channel América Latina, Celebratón, em 31 de dezembro de 2011. A canção mais tarde foi incluída na compilação relativa ao show e publicada em março do ano seguinte.